# Aeroportul Municipal Dalhart
Aeroportul Municipal Dalhart (IATA: DHT, ICAO: KDHT, FAA LID: DHT) este un aeroport din Texas, Statele Unite ale Americii.
Situat la o altitudine de 1.216 m, aeroportul dispune de 2 piste.

## Infrastructură

### Piste
Aeroportul dispune de 2 piste. Pista 03/21 are suprafața de asfalt și dimensiunile 5.440 picioare × 75 picioare. Pista 17/35 are suprafața de asfalt și dimensiunile 6.400 picioare × 75 picioare. 